# 사문난적
사문난적(斯文亂賊)이란 고려와 조선시대에 성리학 또는 유교 이념에 반대하는 사람 또는 사상을 비난, 공격하는 용어였다. 사문(斯文)은 유학(儒學)을 가리킨다. 한국에는 고려말에 사문난적이라는 단어가 등장했으며 성리학이 국시가 되면서 반역자에 준하는 역적 취급을 받았다. 성리학이 교조화된 조선시대 후기에 이르러서는 상대방 붕당의 당인들을 매장시키는 악의적인 용어로 활용되었다. 허목, 윤휴, 윤선거, 윤증, 박세당 등이 사문난적으로 몰려 곤욕을 당했다.

## 개요
본래 사문난적이라는 단어는 고대 중국에서 사이비 학문으로 궤변을 펼치는 변설가들을 비난하기 위해 만들어진 용어였다. 고려말기 성리학이 도입될 때부터 나타나 존재하였으나 주로 활용된 것은 조선중기, 사림파가 정계를 장악한 명종 후반 이후였다.
이후 성리학 이외에 다른 학문을 연구하는 학자를 비방하는 단어로 확대되었다. 그런데 조선 중기 명종 중반인 1560년경부터 사림파가 조정을 장악해나가면서 상대방 붕당의 당인들을 매장시키는 악의적인 용어로 활용되었다. 그러나 훈구파 보다는 같은 사림파 중 다른 사상이나 의견을 가진 자에 대한 증오, 경멸의 표시로 남발되었다. 조선후기에 사문난적으로 몰리는 것은 사회적 매장 혹은 사형에까지 이를만큼 치명적인 것이었다.

## 정치 공세
송시열을 비난했던 윤선도가 사문난적으로 몰려서 매장되었고, 주자학의 절대성을 부정한 윤휴는 비난을 받았다.주자학을 부정하여 사형당했다는 이야기도 있지만 그보다는 역모에 휩쓸려 죽었다.송시열도 주자의 한계를 인정했지만 그걸로 사형당하지는 않았다고 한다. 남인의 영수이자 송시열의 정적인 허목은 주자학의 절대성을 인정하지 않고 다른 학문도 진리일수 있다는 주장을 했다 하여 사후 사문난적으로 몰렸으며, 윤선거는 제1차 예송 논쟁 당시 송시열, 송준길이 효종의 정통성을 부정한 역적이라는 과격한 상소를 올렸다가 사후 1680년(숙종 6년) 경신환국으로 관작이 추탈되고 사문난적으로 몰렸다.
스승 송시열과 회니시비로 절교하고 소론의 영수가 된 윤증 역시 사문난적으로 몰렸다. 후에 이경석의 묘비를 쓰면서 송시열을 우회적으로 비판한 박세당은 그의 저서 중 송시열을 비판한 내용이 언급된 책 사변록이 출간되자마자 사문난적으로 몰려 매장당했다.

## 기타
19세기의 동학 농민 운동 당시에도 주류와 생각이 다른 사람을 가리켜서 사문난적이라 불렀다 한다. 동학 농민 운동 당시 동학의 주요 지도자였던 오지영의 진술에 따르면, 농민군 1차 봉기 당시 최시형은 호남의 전봉준과 호서의 서장옥 등은 나라의 역적이고 사문난적이다 라 규정하고, 동시에 남접의 농민군을 칠 예정이었다 한다.

## 같이 보기
- 성리학
- 양명학
- 사세난적
- 명의죄인
- 삼대민취
- 실학
- 유교
- 붕당정치
- 사림파